# Podnoszenie ciężarów na Letnich Igrzyskach Olimpijskich 1956 – waga kogucia mężczyzn
Rywalizacja w wadze do 56 kg mężczyzn w podnoszeniu ciężarów na Letnich Igrzyskach Olimpijskich 1956 odbyła się 23 listopada 1956 roku w hali Royal Exhibition Building. W rywalizacji wystartowało 16 zawodników z 13 krajów. Tytułu sprzed czterech lat nie obronił Iwan Udodow z ZSRR, który nie startował. Nowym mistrzem olimpijskim został Charles Vinci z USA, srebrny medal wywalczył Władimir Stogow z ZSRR, a trzecie miejsce zajął Irańczyk Mahmud Namdżu.

## Wyniki
| Pozycja | Zawodnik           | Reprezentacja     | Waga | Wyciskanie | Wyciskanie | Wyciskanie | Rwanie | Rwanie | Rwanie | Podrzut | Podrzut | Podrzut | Wynik |
| Pozycja | Zawodnik           | Reprezentacja     | Waga | 1          | 2          | 3          | 1      | 2      | 3      | 1       | 2       | 3       | Wynik |
| ------- | ------------------ | ----------------- | ---- | ---------- | ---------- | ---------- | ------ | ------ | ------ | ------- | ------- | ------- | ----- |
| 1. !    | Charles Vinci      | Stany Zjednoczone | 56,0 | 100,0      | 105,0      | 105,0      | 100,0  | 105,0  | 107,5  | 127,5   | 132,5   | 135,0   | 342,5 |
| 2. !    | Władimir Stogow    | ZSRR              | 56,0 | 100,0      | 105,0      | 107,5      | 97,5   | 102,5  | 105,0  | 127,5   | 132,5   | 132,5   | 337,5 |
| 3. !    | Mahmud Namdżu      | Iran              | 56,0 | 95,0       | 100,0      | 105,0      | 95,0   | 100,0  | 102,5  | 125,0   | 130,0   | 130,0   | 332,5 |
| 4       | Yu In-ho           | Korea Południowa  | 55,7 | 82,5       | 87,5       | 90,0       | 90,0   | 95,0   | 95,0   | 130,0   | 135,0   | 140,0   | 320,0 |
| 5       | Kim Hae-nam        | Korea Południowa  | 55,7 | 85,0       | 90,0       | 90,0       | 95,0   | 100,0  | 100,0  | 120,0   | 125,0   | 127,5   | 307,5 |
| 6       | Yoshio Nanbu       | Japonia           | 55,6 | 82,5       | 82,5       | 87,5       | 90,0   | 95,0   | 97,5   | 115,0   | 120,0   | 125,0   | 305,0 |
| 7       | Reg Gaffley        | Południowa Afryka | 56,0 | 85,0       | 92,5       | 97,5       | 85,0   | 90,0   | 92,5   | 110,0   | 117,5   | 122,5   | 305,0 |
| 8       | Yukio Furuyama     | Japonia           | 55,8 | 85,0       | 90,0       | 92,5       | 87,5   | 92,5   | 92,5   | 115,0   | 120,0   | 125,0   | 302,5 |
| 9       | Song Re-Nado       | Tajwan            | 55,1 | 85,0       | 85,0       | 90,0       | 77,5   | 82,5   | 85,0   | 105,0   | 112,5   | 117,5   | 287,5 |
| 10      | Gaston Gaffney     | Południowa Afryka | 55,7 | 82,5       | 87,5       | 92,5       | 80,0   | 85,0   | 87,5   | 112,5   | 117,5   | 117,5   | 285,0 |
| 11      | Aw Chu Kee         | Birma             | 56,0 | 85,0       | 85,0       | 85,0       | 80,0   | 85,0   | 85,0   | 110,0   | 110,0   | 115,0   | 275,0 |
| 12      | Valli Asari Mookan | Indie             | 55,0 | 72,5       | 80,0       | 82,5       | 75,0   | 80,0   | 85,0   | 107,5   | 112,5   | 112,5   | 272,5 |
| 13      | Michael Swain      | Gujana Brytyjska  | 55,5 | 75,0       | 80,0       | 82,5       | 82,5   | 87,5   | 87,5   | 110,0   | 115,0   | 115,0   | 272,5 |
| 13      | Charles Henderson  | Australia         | 55,5 | 72,5       | 77,5       | 77,5       | 85,0   | 90,0   | 90,0   | 105,0   | 110,0   | 115,0   | 272,5 |
| -       | Habib Rahman       | Pakistan          | 55,7 | 75,0       | 80,0       | 82,5       | 72,5   | 72,5   | 75,0   | 90,0    | 95,0    | 97,5    | 177,5 |
| -       | Pedro Landero      | Filipiny          | 55,7 | 95,0       | 95,0       | 95,0       | -      | -      | -      | -       | -       | -       | 0,0   |